# Kemal Monteno

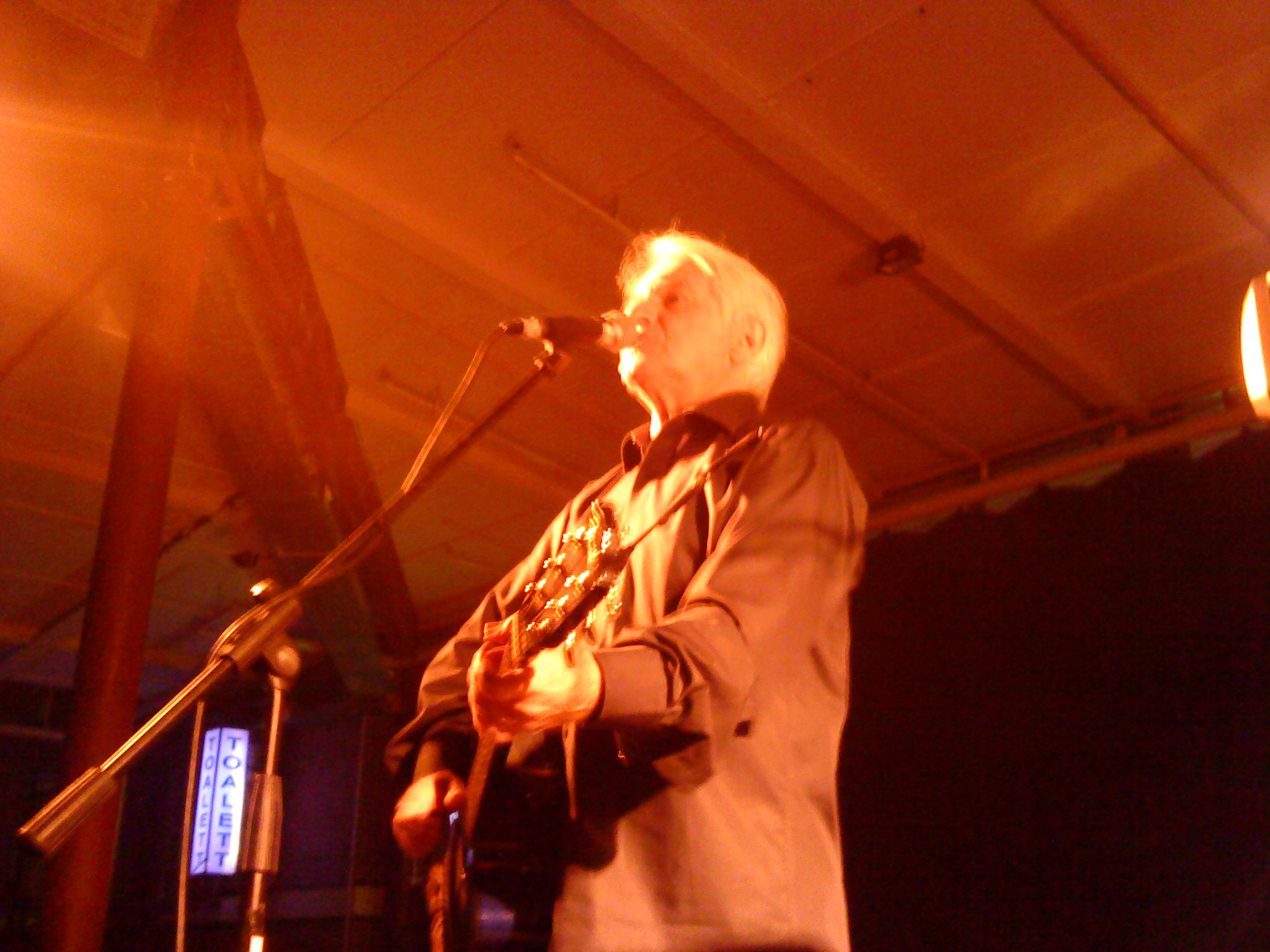
Kemal Monteno, Malmö, 2010

Kemal Monteno (Sarajevo, 17 settembre 1948 – Zagabria, 21 gennaio 2015) è stato un cantautore e paroliere jugoslavo, dal 1992 bosniaco, di origine italiana.

## Biografia
Il padre, Osvaldo Monteno, era un soldato dell'esercito di occupazione italiano in Jugoslavia, originario di Monfalcone, che nel 1945 prese in seconda moglie la sarajevese Bahrija, bosniaco-musulmana. La coppia, dopo la guerra, trovò impiego presso l'omonimo stadio del quartiere Koševo, conosciuto anche come Stadio Asim Ferhatović Hase a Sarajevo. Osvaldo cantava al figlio canzoni italiane, mentre la madre lo introduceva alla cultura della sevdalinka bosniaca.
Kemal Monteno inizia la sua lunga e talentuosa carriera a partire dal 1967, con la partecipazione al festival "Vaš šlager sezone". Da allora divenne il beniamino del pubblico dei Festival di Sarajevo, dove riceve il primo premio come performer, autore di musica e testo. Per "Šlager sezone" compose alcune delle sue più belle canzoni. Verso la fine degli anni 70, pubblica le sue canzoni più belle " Sarajevo, ljubavi moja" del 1976, e "Zemljo moja", del 1977, dedicate rispettivamente alla sua città e alla sua nazione.

## Lo stile musicale
È un cantautore romantico-lirico, caratterizzato da una particolare espressione musicale, nella quale si combinano le sevdalinke bosniache, con lo charme mediterraneo, tipico della canzone italiana. I suoi testi rappresentano una sincera confessione di un poeta, che ha provato sulla sua pelle la vita, il dolore e le gioie dell'amore. A modo loro, questi stili, si fondono in una musica dai toni chiari e semplici.

## L'amore al centro
Anche se il motivo principale, l'amore, si ripete dalle sue prime composizioni, il cantautore non ama ripetersi, variando abilmente in mille diversi modi. Intrise di uno stile melodico, libero dalla tradizione balcanica, le sue liriche si trasformano nel canto mediterraneo, ed ancora, a volte nella canzone malinconica, soprattutto quella ispirata al Festival di San Remo. Kemal Monteno crea un'espressione musicale unica, che non ha eguali su tutto il territorio della ex Jugoslavia. Le sue canzoni sono inno eterno all' amore, anche quando i versi dicono che è tutto finito.

## La collaborazione
Nel corso della sua più che ricca carriera di cantautore, Monteno ha creato non solo una sua etichetta musicale, ma le sue canzoni hanno contribuito anche al successo dei suoi colleghi cantanti ed amici. Nel corso di queste collaborazioni con musicisti locali, quali Arsen Dedić, Zdravko Čolić, Oliver Dragojević, Tereza Kesovija, Gabi Novak, Mahir Paloš, Neda Ukraden, Ismeta Krvavac, Dražen Žerić, Paula Jusiće altri, Monteno non ha mai guardato al suo tornaconto personale, ma semplicemente alla relazione con i suoi amici ed il suo entourage, carattere tipico di un uomo modesto e nobile come era.

## Il decesso
Sottoposto ad un trapianto di rene nel novembre 2014, è deceduto nel settembre 2015 all'età di 67 anni per polmonite e setticemia determinate da complicazioni a seguito dello stesso